# يثرب (الرقة)
يثرب قرية سورية تتبع ناحية مركز الرقة في منطقة مركز الرقة في محافظة الرقة. بلغ عدد سكانها 1335 نسمة في عام 2004 حسب إحصاء المكتب المركزي للإحصاء.